# Ніколлс (Джорджія)
Ніколлс (англ. Nicholls) — місто (англ. city) в США, в окрузі Коффі штату Джорджія. Населення — 3147 осіб (2020).

## Географія
Ніколлс розташований за координатами 31°31′8″ пн. ш. 82°38′18″ зх. д. / 31.51889° пн. ш. 82.63833° зх. д. (31.518855, -82.638333).  За даними Бюро перепису населення США в 2010 році місто мало площу 4,80 км², з яких 4,73 км² — суходіл та 0,06 км² — водойми.

## Демографія
Згідно з переписом 2010 року, у місті мешкало 2798 осіб у 345 домогосподарствах у складі 236 родин. Густота населення становила 583 особи/км².  Було 434 помешкання (90/км²).
Расовий склад населення:
| - 54,1 % — чорних або афроамериканців - 44,4 % — білих - 0,1 % — корінних американців - 0,1 % — азіатів |

До двох чи більше рас належало 0,7 %. Частка іспаномовних становила 2,9 % від усіх жителів.
За віковим діапазоном населення розподілялося таким чином: 8,3 % — особи молодші 18 років, 85,9 % — особи у віці 18—64 років, 5,8 % — особи у віці 65 років та старші. Медіана віку мешканця становила 34,7 року. На 100 осіб жіночої статі у місті припадало 496,6 чоловіків;  на 100 жінок у віці від 18 років та старших — 619,0 чоловіків також старших 18 років.
Середній дохід на одне домашнє господарство  становив 30 385 доларів США (медіана — 26 205), а середній дохід на одну сім'ю — 34 065 доларів (медіана — 28 250). За межею бідності перебувало 39,7 % осіб, у тому числі 63,1 % дітей у віці до 18 років та 42,4 % осіб у віці 65 років та старших.
Цивільне працевлаштоване населення становило 327 осіб. Основні галузі зайнятості: роздрібна торгівля — 19,9 %, виробництво — 19,9 %, освіта, охорона здоров'я та соціальна допомога — 17,1 %.